# 伊西多·拉比
伊西多·艾薩克·拉比（英語：Isidor Isaac Rabi，1898年7月29日—1988年1月11日）本名以色列·艾薩克·拉比（Israel Isaac Rabi），是美國猶太人物理學家，因發現核磁共振（NMR）而獲得1944年的諾貝爾物理學獎，而核磁共振成像（MRI）就是基於核磁共振技術的。他也是其中一個最早研究多腔磁控管的美國科學家，多腔磁腔管可用於微波雷達和微波爐。

## 生平
拉比生於奧匈帝國境內加利西亞地區的雷馬努夫（今屬波蘭）的一個傳統猶太家庭，拉比還是一個嬰兒的時候就隨家人遷居美國，並在紐約市的下東城長大。他在1916年進入康奈爾大學學習電機工程學，但不久之後就轉投化學系，後來他對物理學產生了興趣。他進入哥倫比亞大學繼續學業，並以某些晶體的磁學性質研究獲得了博士學位。他在1927年前往歐洲，在那裏結識了當時不少最頂尖的物理學家，並和他們一起進行研究。
拉比於1929年回到美國，出任哥倫比亞大學的物理系教員。他與格雷戈里·布萊特共同開發出布萊特-拉比方程，並成功預測到施特恩-格拉赫實驗能夠通過改良來確認原子核的性質。他所開發的改良科技使用了核磁共振來識別原子的磁矩和核自旋，他亦因此項貢獻獲得了1944年的諾貝爾物理學獎。核磁共振至今已經成為了核物理與化學的重要工具。而後來由此開發的核磁共振成像使得它對醫學也有重大影響。
拉比在第二次世界大戰期間曾在麻省理工學院的放射實驗室參與過雷達的研發工作，也曾參與過曼哈頓計劃。戰後，他擔任了美國原子能委員會顧問委員會的委員，並在1952年至1956年間擔任該委員會的主席。他亦擔任過美國防衛動員辦公室科學顧問委員會的委員，以及總統德懷特·艾森豪威爾的科學顧問。他在1946年參與組建了美國布魯克黑文國家實驗室，之後出任美國駐聯合國教科文組織代表，1952年協助組建歐洲核子研究組織。哥倫比亞大學在1964年開始設立大學教授這個職級，而拉比是第一個晉身此級別的教員。哥倫比亞大學物理系在1985年設立了以他命名的特別教席。他在1967年從日常教學中退休，之後依然活躍於哥倫比亞大學物理系，並擔任榮譽教授及特聘講師，直到去世。

### 早年生活
以色列·艾薩克·拉比在1898年7月29日出生於加利西亞地區雷馬努夫（當時屬奧匈帝國，今屬波蘭）的一個波蘭猶太人家庭，家裏信奉猶太教正統派。父親大衛·拉比在他出生後不久就移居美國。年幼的拉比和他的母親謝因德爾（Sheindel）在數月後與父親在美國匯合，並搬進了曼哈頓下東城的一所兩房公寓。在家裏他們講意第緒語。謝因德爾在帶拉比去報名入學時對學校職員說，孩子的名字叫以西（Izzy，小以），職員以為那是“以西多”的簡稱，於是就在報名表上填了“以西多”。自此以後這就成為了他的法定名字。後來他為了抵抗反猶太主義，開始把名字寫成較猶太的全名“以西多·艾薩克·拉比”。而在學術界他則署名I·I·拉比。但他的家人和朋友──包括在1903年出生的妹妹格德魯德──都直接叫他做“拉比”，讀作“羅比”（Robby）。他和家人在1907年遷往布魯克林區的布朗斯維爾，並在那兒開了一家雜貨店。
拉比小時候對科學很有興趣。他不但從圖書館借科學書回家讀，而且還自己組裝了一台收音機。他上小學時就以電容式麥克風為題，在《現代電子》雜誌上發表了他的第一篇科學論文。他在閱讀過與哥白尼日心說相關的書籍後，就成為了一名無神論者。他對父母說：“一切都很簡單，誰還需要上帝呢？”作為對父母親的妥協，他在自宅中舉辦的成人禮中用意第緒語做了有關電燈運作原理的演說。他就讀於布魯克林的手工藝訓練中學，並於1916年畢業。他於同年入讀了康奈爾大學，本來是修讀電子工程學的，但入學不久後就轉為修讀化學。他在1917年美國參與第一次世界大戰後就加入了康奈爾的學生軍訓練團。他的本科畢業論文中研究了錳的氧化態。他於1919年6月獲頒理學士學位，但當時的學術界和化工業者都基本上不喜歡聘請猶太人，因此他在畢業時還沒有找到工作。他曾在美國氰胺公司轄下的萊德利（Lederle）實驗室短暫工作過，之後還當過簿記員。

### 教育经历
拉比於1922年回到康奈爾攻讀化學的研究生課程，並開始學習物理。他在1923年結識了並開始追求海倫·紐瑪克（Helen Newmark），她是一名從亨特學院來的暑期生。拉比為了能在她回去後能更接近她而轉往哥倫比亞大學繼續學業，在那裏負責指導拉比的導師叫 阿爾伯特·威爾斯。拉比在1924年6月獲得了一份在紐約市立學院當助教的工作。威爾斯的專長為磁學，因此建議拉比採用鈉蒸氣的磁化率作為博士論文的研究課題。這個課題並不合拉比的心意。當時威廉·勞倫斯·布拉格在哥倫比亞大學舉行了一場研習會，內容是一種叫赫頓鹽（M2M'(SO4)2(H2O)6或M2M'(SeO4)2(H2O)6）的晶體的電極化率，拉比在聽完這場研習會後決定研究這種晶體的磁化率，而威爾斯亦同意了指導這項研究。
要量度晶體的磁化率，首先就要培養出這種晶體，而這項簡單的工作很多時候會交由中學生來做。之後的預備工作要對晶體進行技術性切割，使各小塊的切面與晶體內部結構的方向不一致，然後再用心地測量它們對磁場的反應。拉比趁着等待晶體成長的空檔研讀了詹姆斯·克拉克·麥克斯韋於1873年所著的《電磁通論》，而這本書啟發了一種更簡便的測量方法。他把晶體綁在一條連接於扭簧的玻璃纖維上，然後把晶體降入溶液中，而該溶液的磁化率可以透過兩個磁極來調校。當磁化率與晶體一致時，開關磁鐵也不會擾亂晶體。這種新方法不但比夠省工，而且實驗結果更加準確。拉比於1926年7月16日將他題為《論晶體的主磁化率》的博士論文寄往《物理評論》。然後次日就與海倫成婚。印度物理學家卡里亞馬尼卡姆·克里希南讀過這篇論文，並在自己對晶體的研究中用上這套方法，但這篇論文並沒有在學術圈引起關注。拉比的結論是除了發表論文之外，他還需要推廣自己的研究。
拉比跟其他當時的年輕物理學者一樣，都在密切關注着歐洲的各項重大發現。施特恩-格拉赫實驗使拉比吃了一驚，同時也讓他確信了量子力學的有效性。他與拉夫·克勒尼希、法蘭西斯·比特、馬克·澤曼斯基和其他人準備一起將薛定諤方程擴展至對稱頂分子，並找出這樣一個機械系統的能態。但問題是他們沒有人能解開所得的二次偏微分方程。拉比從19世紀數學家卡爾·雅可比的著作中找到了答案。那條方程有着超幾何函數的形式，而雅可比已經找到了這程方程的答案。克勒尼希和拉比把他們的發現整理成文寄往《物理評論》，並於1927年發表。

### 歐洲
1927年5月，拉比獲得巴納德研究獎學金。獎學金的發放期為1927年9月至1928年6月，總金額為1,500美元（以 2025年計相當於27,152美元）。為了到歐洲留學，拉比迫不及待地向紐約市立學院申請一年的休假。他在申請被拒絕後馬上辭職。他原本到蘇黎世是希望能得到埃爾温·薛定諤的指導，到達後他結識了兩個美國同鄉，一個叫朱利葉斯·亞當斯·斯特拉頓，另一個叫萊納斯·鮑林。他們發現薛定諤準備離開蘇黎世，到柏林出任腓特烈·威廉大學的理論物理研究所所長，因此拉比決定到慕尼黑大學去尋求阿諾·索末菲的指導。他在慕尼黑發現了索末菲的門下有兩個美國人──霍華得·帕西·羅伯特森和愛德華·康登。索末菲最終決定收拉比為他的博士後學生。當時德國物理學家魯道夫·佩爾斯和漢斯·貝特也在索末菲的門下，但三個美國人間的關係尤其親密。
拉比在威爾斯建議下前往列斯出席英國科學促進會的第95屆年度會議，會上拉比聽到維爾納·海森堡介紹自己的一篇量子力學論文。拉比之後到了哥本哈根，自願為尼爾斯·玻爾研究。雖然玻爾在休假，但是拉比馬上就開始計算氫分子的磁化率。玻爾在10月回來之後，他安排了拉比和仁科芳雄去漢堡大學繼續研究工作，並接受沃爾夫岡·泡利的指導。
雖然拉比來到了漢堡后接受了泡利的指導，但是他卻發現奧托·斯特恩在於兩名說英語的博士後研究員進行研究。他們分別叫羅納德·弗雷澤（Ronald Fraser）和約翰·布拉德肖·泰勒（John Bradshaw Taylor），拉比跟他們交了朋友，並開始對他們的分子束實驗產生了興趣。斯特恩正是憑分子束實驗獲得了後來1943年的諾貝爾物理學獎。他們的研究用的是不均勻磁場，操作起來不容易，而且很難獲得準確的測量結果。拉比提出改為在掠射角非零的情況下使用均勻磁場這個辦法，這樣做原子就能像光線通過棱鏡時那樣偏轉。這個方案不但操作起來比較容易，而且測量結果更加準確。拉比在斯特恩的鼓勵和泰勒的大力支援下成功把方案付諸實行。拉比在斯特恩的建議下寫了一封關於這項研究結果的信給《自然》期刊，並於1929年2月獲發表，之後他還寫了一篇題為《論分子束的偏轉法》的論文給《物理期刊》，該論文則於同年4月獲發表。
巴納德獎學金到此時已經到期，拉比和海倫靠着洛克菲勒基金會每月182美元的津貼生活。他們離開了漢堡到萊比錫去，拉比希望在那裏能得到海森堡的指導。拉比在萊比錫結識了另一位紐約同鄉羅伯特·奧本海默。這是一段一輩子友誼的開始。然而海森堡在1929年3月離開了歐洲前往美國講學，於是奧本海默和拉比決定前往蘇黎世聯邦理工學院，泡利當時正在該校擔任物理學教授。拉比在那裏遇到不少當時物理學的領軍人物，這使得他的教育變得更加豐富，他們包括保羅·狄拉克、瓦尔特·海特勒、弗里茨·伦敦、法蘭西斯·盧米斯、約翰·馮·諾伊曼、約翰·斯萊特、利奧·西拉德和尤金·維格納。

### 分子束實驗室
拉比於1929年3月獲哥倫比亞大學邀請擔任講師，且薪金不俗，年薪為3,000美元。哥倫比亞大學物理系主任喬治·佩格勒姆當時正在尋找一名理論物理學者，負責講授統計力學，以及新開設量子力學進階課程，而海森堡就推薦了拉比。海倫當時懷孕了，因此拉比需要一份固定的工作，而這份工作就在紐約。拉比接受了邀請，並於8月乘坐羅斯福總統號蒸氣輪船回到美國。拉比成為了當時哥倫比亞大學唯一一名猶太裔教員。

拉比與其他諾貝爾物理學獎得主歐內斯特·勞倫斯（左）和恩里科·費米（中）的合照。

學生們對拉比的講課表現反應欠佳。利昂·萊德曼記得以前學生在拉比的課堂後都會前往圖書館嘗試搞清楚他到底講了些甚麼。歐文·卡普蘭把拉比和哈羅德·尤里評為“我這輩子遇過最差的老師”。諾曼·拉姆齊認為拉比的講課“挺不像話的”，而威廉·尼倫貝格則覺得拉比“實在是一名糟透了的講員”。雖然講課是拉比的弱項，但是他對學生有着很大的影響力。他啟發了不少學生投身物理學研究，其中有些後來還出了名。
拉比的第一個女兒海倫·伊麗莎白（Helen Elizabeth）生於1929年9月。第二個女兒瑪格麗特·祖愛拉（Margaret Joella）則在1934年出生。由於他在哥倫比亞大學的第一年忙於教學及照顧家庭，所以無暇從事研究，因此那年他並沒有發表論文，但是在學年終結時他還是被擢升為助理教授。隨後在1937年成為了教授。
拉比於1931年再度從事分子束實驗的研究。他與格雷戈里·布萊特共同開發出布萊特-拉比方程，並成功預測到施特恩-格拉赫實驗能夠通過改良來確認原子核的性質 。而研究的下一步就是將這項改良付諸實行。拉比在維克托·科恩（Victor W. Cohen）的幫助下製作了哥倫比亞大學第一台分子束儀器。他們希望能探測到鈉的核自旋，其辦法是放棄使用強磁場，而改用弱磁場來進行探測。實驗得出四條小分子束，由此推論鈉的核自旋為3⁄2。
拉比的分子束實驗室開始吸引各方人才加入，當中包括以鋰作為博士研究課題的研究生西德尼·米爾曼（Sidney Millman）.。另一位則是傑羅德·薩卡利亞斯，而他則認為鈉原子太難懂了，因為提議研究最簡單的元素氫。它的同位素氘在不久前才被同校的尤里發現，他亦因1931年的此項研究獲得了1934年的諾貝爾物理學獎。尤里能夠為他們的實驗提供重水和氘氣。儘管氫的實驗比較簡單，但斯特恩在漢堡的研究團隊已經透過觀測意識到氫的性質與預測不一致。尤里還在其他方面提供了協助；他把諾貝爾獎金的一半給了拉比，作為分子束實驗室的專款。其他在分子束實驗室開始物理生涯的科學家還包括諾曼·拉姆齊、朱利安·施温格、傑羅德·克洛格（Jerome Kellogg）和波利卡普·庫施。那些科學家全部都是男性；拉比並不相信女性能當物理學家。他一生都沒有收過女性作博士或博士後學生，而且基本上反對女性申請教員職位。
研究團隊在C·J·科內利斯的建議下嘗試使用振蕩場進行實驗。這就成為了核磁共振法的基礎。拉比、庫施、米爾曼和薩卡利亞斯在1939年使用了這種方法和分子束量度了多種鋰化合物的磁矩，當中包括了LiCl、LiF和二鋰。他們把這種實驗法應用於氫，並發現質子的磁矩為2.785±0.02核磁子，不是當時理論所預測的1，而氘的磁矩結果則為0.855±0.006核磁子。拉比團隊的實驗結果比之前斯特恩團隊的更為準確，也比自己團隊1934年時的確認用結果更為準確。由於氘是由相同自旋方向的一個質子和一個中子組成，所以中子磁矩可由氘磁矩減去質子磁矩所得。所得之值非零，並且正負與質子相反。拉比基於這些準確結果中奇妙的蛛絲馬跡提出氘的電矩為四極。這項發現意味着氘的物理形狀非對稱，亦對束縛核子的核力性質提供了寶貴的啟發。拉比因開創了分子束磁共振探測法而獲頒1944年的諾貝爾物理學獎。

### 第二次世界大戰

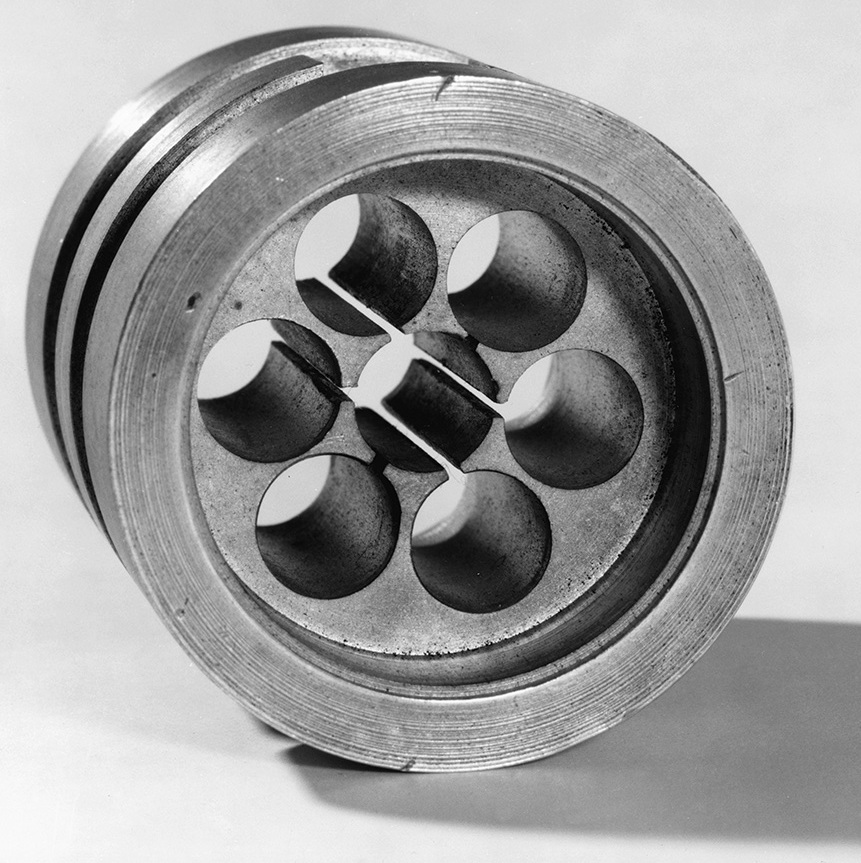
圖為約翰·藍道爾和哈利·布特在伯明翰大學研發的多腔磁控管原件內的微波諧振腔。

從英國來的臺柴特委員會在1940年9月把一些最新的科技帶到美國，其中包括了多腔磁控管，一種使用電子流和磁場的相互作用來產生微波的高功率裝置。這個裝置有希望徹底改革雷達，因此粉碎了美國對歐洲科技領先地位作的所有玩笑。美國國家防衛研究委員會的阿爾弗萊德·李·盧米斯決定在麻省理工學院建立一家開發這種雷達科技的實驗室。他選擇了“放射實驗室”這個名字，一來這個名字夠低調，二來亦是向伯克利放射實驗室致敬。盧米斯聘請了李·杜布里奇擔任實驗室主任。
盧米斯和杜布里奇在1940年10月於一場在麻省理工學院舉行的應用核物理研討會中招聘實驗室物理人員。拉比是當時其中一名自薦的。他的任務就是研究多腔磁控管，而當時這個裝置仍是機密，因此要放在保險箱裏。放射實驗室科學家們把目標定為在1941年1月6日製造出微波雷達，以及在3月前把雷達的試製品裝到A-20浩劫攻擊機上去。這兩個目標都達成了；技術上的難關逐漸被攻破了，亦生產出能夠運作的雷達裝置。開發出的多腔磁控管能將波長從150厘米降至15厘米，之後再降至3厘。實驗室還繼續開發出探測潛艇用的空對地雷達、火控用的SCR-584雷達，以及遠程無線電導航系統勞蘭。實驗室在拉比的煽動下於哥倫比亞大學開設了分所，由拉比擔任主管。
奧本海默於1942年嘗試委任拉比和羅伯特·巴徹到洛斯阿拉莫斯從事一項秘密計劃。他們認為科學研究需要是公民事務，因此認為奧本海默的軍事實驗室計劃不會成功，並成功說服了奧本海默。為此計劃受到了修改，新開設的實驗室為公營實驗室，按戰爭部的合同由加州大學運作。拉比到最後還是沒有到美國西部去，但就同意了擔任曼哈頓計劃的顧問。拉比出席了1945年7月的三位一體核試。在核試那裏工作的科學家設立了競猜核試威力的彩券，預測從完全失敗到4萬5千噸黃色炸藥爆炸當量不等。拉比遲到後發現彩券只剩1萬8千噸一張，於是他買了。他戴着焊工護目鏡，等候拉姆齊和恩里科·費米的結果。爆炸威力估算結果為1萬8千6百噸，因此拉比勝出了這次的競猜。

### 晚年
美國物理教師協會為紀念其中一名創辦人弗洛伊德·里克特邁耶，自1941年起每年都會舉辦里克特邁耶紀念講座。拉比在主講1945年的講座時，提出原子的核磁共振有可能成為時鐘的核心技術。威廉·L·勞倫斯為《紐約時報》把講稿整理成文，標題為《時鐘的“宇宙鐘擺”計劃》。薩卡利亞斯和拉姆齊在不久之後就製造出了這樣的一台原子鐘。拉比在1960年代之前還積極從事核磁共振的研究，但之後仍繼續出席研討會及講座，直到去世。

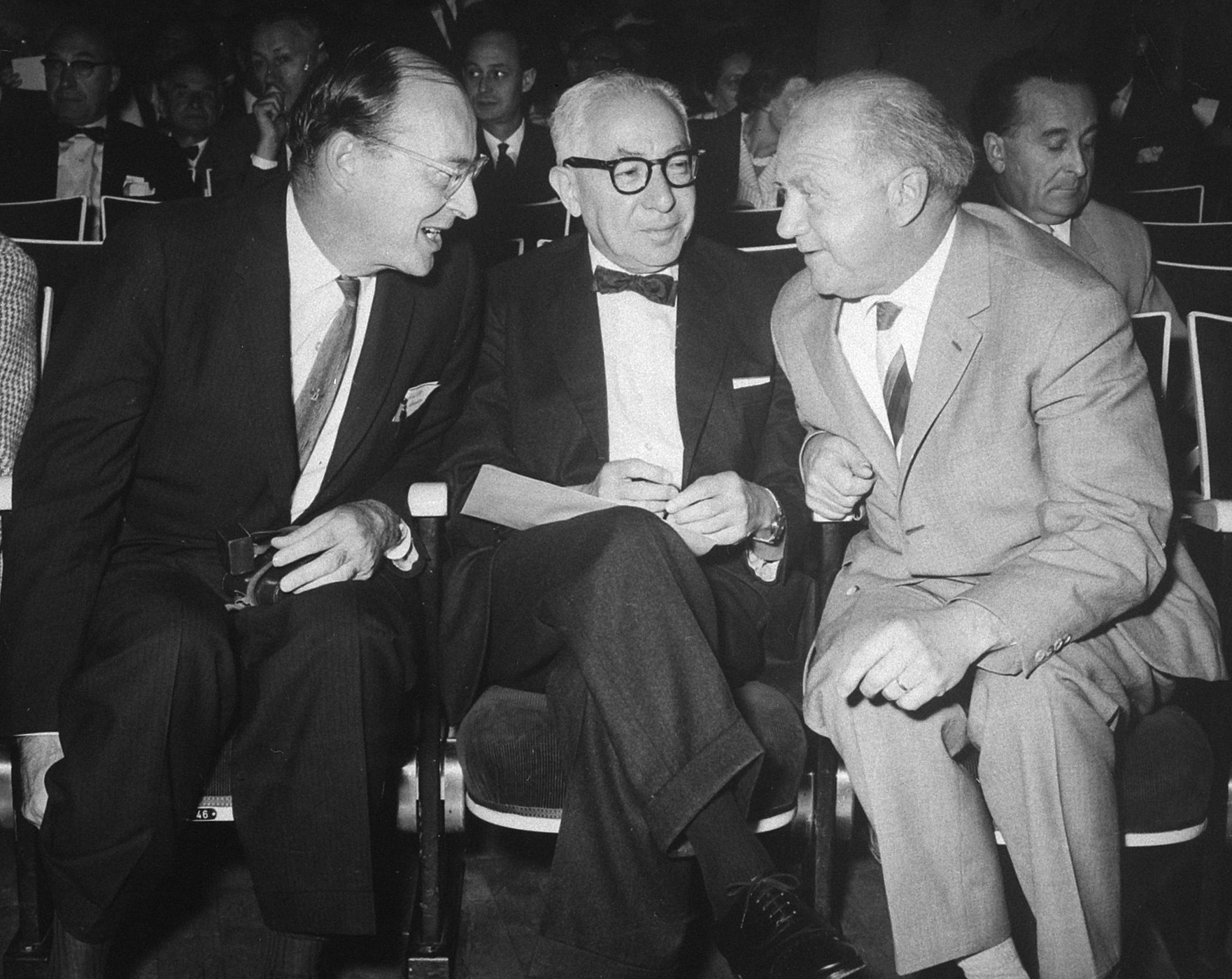
拉比與其他諾貝爾物理學獎得主約翰·巴丁（左）和維爾納·海森堡（右）的合照，攝於1962年。

拉比在1945年至1949年間擔任哥倫比亞大學的物理系主任，期間系上共有兩名諾貝爾物理學獎得主（拉比和恩里科·費米）及十一名未來得主，當中有教員七人（波利卡普·庫施、威利斯·蘭姆、瑪麗亞·格佩特-梅耶、詹姆斯·雷恩沃特、諾曼·拉姆齊、查爾斯·湯斯和湯川秀樹），研究員一人（奧格·玻爾），訪問教授一人（漢斯·貝特），博士生一人（利昂·萊德曼）和本科生一人（利昂·庫珀）。而拉比自己的博生生馬丁·佩爾則獲得了1995年的諾貝爾獎。哥倫比亞大學在1964年開始設立大學教授這個職級，而拉比是第一個晉身此級別的教員。這意味着他能夠自由選擇自己的研究或講課課題。他在1967年從日常教學中退休，之後依然活躍於哥倫比亞大學物理系，並擔任榮譽教授及特聘講師，直到去世。哥倫比亞大學物理系在1985年設立了以他命名的特別教席。
曼哈頓計劃為美國留下了美國能源部國家實驗室網絡，但它在美國東岸並沒有據點。拉比與拉姆齊組織了一些紐約區的大學為籌建他們的國家實驗室進行遊說工作。現在轉到了麻省理工學院的薩卡利亞斯在聽到這個消息後就在麻省理工學院和哈佛大學成立了一個競爭小組。拉比與曼哈頓計劃的負責人小萊斯利·格羅夫斯中將討論過，得出的是對方願意興建新的國家實驗室，但只限一座。加上曼哈頓計劃雖然仍有撥款，但是當新機構成立後可以預期曼哈頓計劃這個戰時機構就會被逐步解散。在拉比和其他人的談判及遊說下，兩組人於1946年合成一組。最終集結了九家大學（哥倫比亞、康奈爾、哈佛、約翰霍普金斯、麻省理工、普林斯頓、賓夕法尼亞、羅徹斯特和耶魯），並於1947年1月31日與取代曼哈頓計劃的新機構原子能委員會簽訂了協議，成立布魯克黑文國家實驗室。

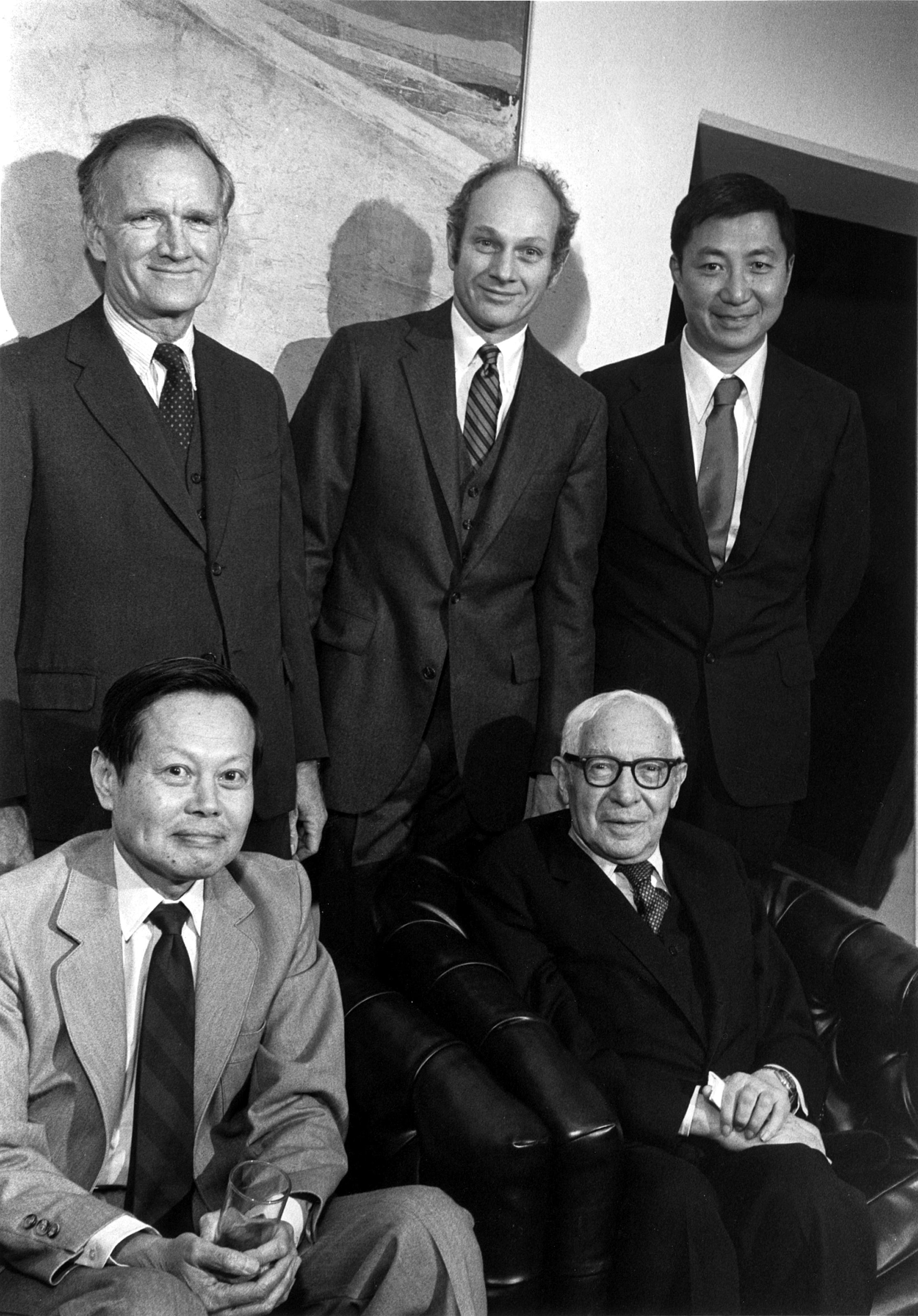
拉比與其他諾貝爾物理學獎得主的合照，站者左起為瓦爾·菲奇、詹姆斯·克羅寧和丁肇中，左方坐者為楊振寧。

拉比向意大利物理學家愛德華多·阿馬爾迪提議，布魯克黑文可能是一個歐洲能夠仿傚的模式。拉比把科學視為一種啟發及團結戰後歐洲的方式。當拉比在1950年成為了美國駐聯合國教科文組織（UNESCO）代表時，機會就來了。他在1950年6月一次於佛羅倫薩舊宮的聯合國教科文組織會議中提倡成立區域實驗室。這項努力得到了成果；十一個國家的代表於1952年共同創建了歐洲核子研究組織（CERN）。拉比收到了一封由玻爾、海森堡、阿馬爾迪和其他物理學家署名的信，對他努力的豐碩成果表示祝賀。他把這封信裝裱起來，並掛在自己家中辦公室的牆上。

創建原子能委員會的1946年原子能法案同時亦規定成立由九人組成的顧問委員會，負責就科學及技術的議題向委員會提供意見。拉比於1946年被任命為委員會成員。顧問委員會在1940年代後期有着龐大的影響力，但委員會在1950年一致反對開發氫彈。而拉比比其他委員更進一步，他與費米一起在道德及技術的層面上反對氫彈。然而，總統哈里·杜魯門推翻了委員會的決議，並下令開始研發。拉比後來說：
我從來沒有原諒過杜魯門在壓力下屈服這件事。他就是不明白這是甚麼一回事。事實上，他沒當總統以後他依然沒有相信俄羅斯在1949年就有了原子彈。他是這樣講的。他還不知道怎樣造氫彈就警告全世界說我們要造，因此對他來說這是他能做的最糟糕的事情。這也展示了這種事情的危險性。

奧本海默在1952年顧問委員會任期屆滿時並沒有獲得下一屆的任命，而拉比則繼任了他的主席職務，任期至1956年。拉比後來在1954年原子能委員會具爭議性的安全聆訊上為奧本海默作出有利的供詞，但在這次聆訊後奧本海默接觸機密的特權遭到免除。不少證人都支持奧本海默，但沒有人比拉比更加有力：
因此對我來說似乎並不需要動用這種程序……去對付一位像奧本海默博士這樣有如此成就的人物。他的紀錄是實實在在的……我們有原子彈，一系列的原子彈，我們還有一系列的超級炸彈，那你們還想要甚麼，美人魚嗎？
拉比於1952年被任命為美國防衛動員辦公室科學顧問委員會的委員，並於1956年至1957年間擔任主席。任期內適逢發生了史普尼克危機。總統德懷特·艾森豪威爾為此於1957年10月15日與科學顧問委員會會面，尋求美方對俄方衛星成功的應變對策。在艾森豪威爾擔任哥倫比亞大學校長時就認識他的拉比最先發言，並提出一系列的方案，其中一項就是強化委員會，使它能為總統提供及時的意見。這項建議獲得了執行，委員會在數星期後就成為了總統科學顧問委員會。他也成為了艾森豪威爾的科學顧問。拉比在1956年出席了諾布斯卡計劃反潛作戰研討會，那裏的討論由海洋學到核武器都有 。他在“軟體工程”一詞新造出來的時期擔任北大西洋公約組織科學委員會的美國代表。他在擔任這個職位期間對於不少大型軟體計劃出現延誤一事感到痛惜。這點引起了討論，並因此促成了一個學習小組，而這個小組還組織了首次的軟體工程研討會。
拉比一生中除了諾貝爾獎外還獲得了許多榮譽。它們包括1942年由富蘭克林研究所頒發的艾略特·克雷森獎章、1948年的美國功勳獎章和由英國頒發的英皇自由事業服務勳章、1956年法國榮譽軍團官佐勳章、1960年由哥倫比亞大學頒發的巴納德科學功績獎章、1967年的尼爾斯·玻爾國際金質獎章、1982年由美國物理教師協會頒發的奧斯特獎章、1985年由伊莉諾和富蘭克林·羅斯福機構頒發的四大自由獎中的免除恐懼自由獎和由美國國家科學院頒發的公益獎章、1986年由美國國家科學基金會頒發的萬尼瓦爾·布希獎。他是美國物理學會會士，並於1950年擔任會長，他還是美國國家科學會、美國哲學會、美國文理科學院的會員。他的國際榮譽還包括日本學士院和巴西科學院的海外會籍，以及在1950年獲任命為以色列魏茨曼科學研究學院校董會成員。
拉比在1988年1月11日因癌症於曼哈頓河邊街的家中逝世。他的遺孀海倫於2005年6月18日逝世，享年102歲醫生在他最後的日子裏用核磁共振成像為他檢查，由於這項技術的基礎就是他具開創性的核磁共振研究，因此這讓他想起了他一生最大的成就。那台機器的內側恰巧為反光表面，於是拉比說：“我從那台機器中看到了自己……我從來沒有想過我的研究會變成這樣。”

## 著作
- Rabi, Isidor Isaac. . Claremont, California: Claremont College. 1960. OCLC 1071412.
- Rabi, Isidor Isaac. . New York: World Publishing Co. 1970. OCLC 74630.
- Rabi, Isidor Isaac; Serber, Robert; Weisskopf, Victor F.; Pais, Abraham; Seaborg, Glenn T. . Scribner's. 1969. OCLC 223176672.